# Пчани
Пча́ни — село в Україні в Жидачівській міській громаді  Стрийського району Львівської області. Населення становить 663 особи. В селі є дерев'яна церква св. ап. Петра і Павла 1911.
В селі розташована ботанічна пам'ятка природи — «Алея вікових лип».

## Легенда
Є така стара легенда про походження назви села Пчани та навколишніх сіл. Колись давно козацьке військо проводило в цих краях Козацьку Раду. Новини про те, що десь буде Козацька Рада, поширювались достатньо довго і різний люд тижнями сходився сюди, шукаючи місце проведення Ради. У всіх навколишніх людей питали тільки одне — «де Рада?», відповідь на це питання і дала назву селу — «тут Рада», що пізніше трансформувалося в Туради. Біля села Туради є інше село, назва якого теж має стосунок до даної легенди — Пчани.
Козаки на час підготовки і проведення Ради розбили табір поряд, від чого і пішла назва села — Почани, від слова «відпочивати». Пізніше, очевидно, якийсь цісарський писар загубив одну букву. Частина козаків після Козацької Ради вирішила залишитись господарювати в цих краях, і на місці козацького табору для відпочинку виникло село. Підтверджує козацьке походження села також і те, що кожна третя сім'я в селі має прізвище «Козак». За селом є хутір «Колонія», названий так через те, що заснували його поселенці з заходу — німці або югослави. Сама вимова слова «Колонія» через м'яке «л», що збереглась і донині, а також руїни старої кірхи чи то костьолу підтверджують теорію походження хутору. Також жодних інших, географічних чи подібних на це причин для окремого існування хутору нема — розташований хутір близько, між селом та хутором немає ані річки, ані озера — жодних природних перешкод. Причина, що перешкоджала б асиміляції жителів хутора з основним населенням села, вимальовується єдина — інша релігія. Можливо, засновники хутора були кальвіністи чи протестанти. Також з хутора походять такі непритаманні цьому регіону прізвища, як Форостина, Керман.

## Історія
1 квітня 1927 р. вилучено частину сільської гміни Пчани Жидачівського повіту Станіславського воєводства і утворено самоврядну гміну Воля Любомирська.
На 1 січня 1939-го в селі Пчани з 890 жителів було 770 українців-греко-католиків, 90 українців-латинників, 10 поляків і 20 євреїв, а в селі Воля Любомирська всі 200 жителів були польськими колоністами міжвоєнного періоду.

## Політика

### Парламентські вибори, 2019
На позачергових парламентських виборах 2019 року у селі функціонувала окрема виборча дільниця № 460352, розташована у приміщенні школи.
Результати
- зареєстровано 530 виборців, явка 66,60 %, найбільше голосів віддано за «Європейську Солідарність» — 26,35 %, за «Слугу народу» — 25,78 %, за Всеукраїнське об'єднання «Батьківщина» — 16,15 %.[4] В одномандатному окрузі найбільше голосів отримав Андрій Кіт (самовисування) — 40,79 %, за Андрія Гергерта (Всеукраїнське об'єднання «Свобода») — 13,31 %, за Володимира Наконечного (Слуга народу) — 11,33 %[5].

## Населення

### Мова
Розподіл населення за рідною мовою за даними перепису 2001 року:
| Мова       | Кількість | Відсоток |
| ---------- | --------- | -------- |
| українська | 663       | 100%     |

## Пам'ятки
- Братська могила воїнів УПА[d];
- Місце загибелі воїнів УПА в криївці;

## Персоналії
- Пежанський Григорій (1860―1925) — інженер-архітектор, громадський діяч.